# AVRO's Wie-kent-kwis
AVRO's Wie-kent-kwis was een Nederlands spelprogramma dat van 24 augustus 1973 tot en met 29 april 1983 door de AVRO werd uitgezonden. In totaal zijn er 90 afleveringen uitgezonden met een frequentie van doorgaans één keer per maand. De producer Fred Oster had het idee voor de kwis opgedaan in de Verenigde Staten waar hij door de AVRO voor inspiratie naar toe was gestuurd.
De eerste aflevering werd uitgezonden onder de titel "Samenspel" en de kwis werd aanvankelijk gepresenteerd door Peter Knegjens, maar na vijf  afleveringen werd hij ontslagen wegens vermeende dronkenschap. Omdat de uitzending van 9 februari 1974 live was en er geen vervanger kon worden gevonden werd die uitzending daarom gepresenteerd door de producer Fred Oster. Knegjens verklaarde in 1977: "Dronken in die quiz, ach kom, louter voor de zenuwen een paar alcoholische consumpties genuttigd". Desondanks keerde Knegjens niet meer terug en werd Fred Oster de presentator.
Vanwege haar naam (een woordspeling op "weekend") werd de kwis tijdens het weekend op vrijdag of zaterdag uitgezonden, maar later vanwege de jaarlijkse verplaatsing van de vaste avond van de omroepen werd het ook op gewone weekdagen uitgezonden, maar verwees de naam van de kwis dan naar het eerste spel, hoe goed men elkaar kent, "Wie-kent".
Naast het spelen van de kwis was er tussendoor ook af en toe een optreden van één of meer artiesten.

## Concept
In de kwis gingen aanstaande, koperen en zilveren bruidsparen de strijd met elkaar aan in allerlei spelletjes. Bij het beginspel moest de een op een monitor kijken waar een woord op stond vermeld en de ander laten raden welk woord het was zonder het zelf te noemen. De eerste vraag van Fred Oster was ook altijd 'Wie neemt de monitor?' Verder was er onder meer een rebusspel en een spel waarbij men de prijs van een artikel moest raden. Dit werd later een zelfstandig programma onder de naam Prijs je rijk wat ook door Fred Oster werd gepresenteerd. Vanaf 1990 werd dit programma op de commerciële televisie uitgezonden onder de titels Prijzenslag(1990-1993), Cash & Carlo(2002-2004) en The Price is Right(2012-2013). Daarnaast was er ook de ronde  waarbij een panel met Bekende Nederlanders cryptische omschrijvingen gaf die men dan moest raden of de "leugenbank" waarbij een verhaal verteld werd bij een onbekend oud voorwerp en men dan moest raden welk panellid het juiste verhaal vertelde en geen leugen. In de loop der jaren waren de panelleden onder meer: Adele Bloemendaal, Gerard Cox, Joke Bruijs, Pim Jacobs, Gerrie Kneteman, Patricia Paay en Corine Spier.
De prijzen die men kon winnen stonden altijd in een prijzenkast/winkel uitgestald. Als men iets gewonnen had ging het gordijn open, terwijl de mensen in de zaal vaak luidkeels hun bewondering en verbazing lieten horen. De presentator gaf de aanwezige supporterende familieleden altijd een klein hebbedingetje mee als aandenken.

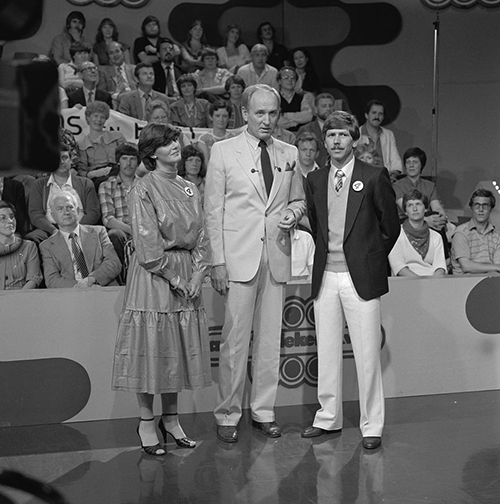
Fred Oster met kandidaten (1982)
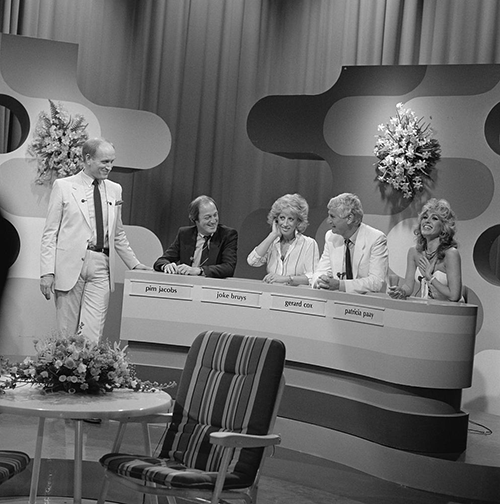
Panel:Pim Jacobs, Joke Bruijs, Gerard Cox & Patricia Paay (1982)
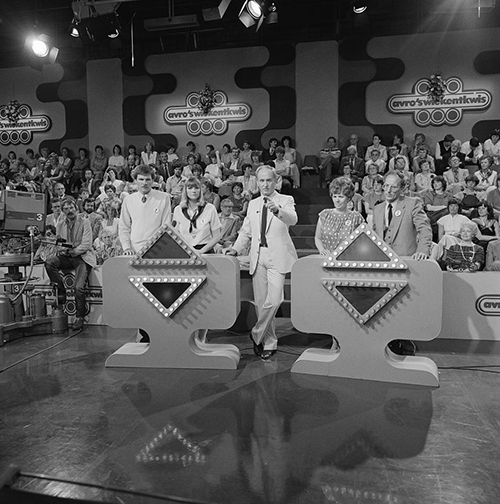
Het spel
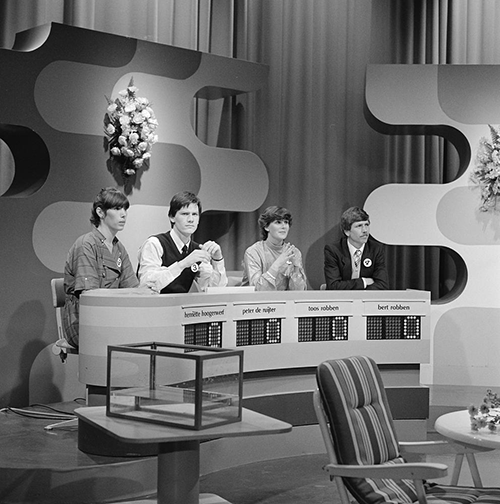
De kandidaten

## Marmottenrace
Het finalespel bestond uit de zogenaamde marmotten-race, waarbij het echter om cavia's ging. Bij veel mensen leidt dit tot de dag van vandaag tot verwarring tussen deze diersoorten. De cavia's met dhr. van Rijssen van de Vaassense Pluimvee- en Konijnenhouders Vereniging moesten onder een begeleidend muziekje (Aambeeldpolka, van de Boertjes van Buuten) in een bak door een doolhof lopen naar een plank met poortjes. Het getal boven de poortjes waarin de cavia moest lopen was het geldbedrag dat de deelnemers konden winnen. De hoofdprijs was 1000 gulden en aanvankelijk kende deze balk één zijde met bedragen en stond deze vast. Later werden het vier zijdes met bedragen op verschillende plaatsen en door aan de balk te draaien kon men zelf de positie van de bedragen kiezen. Soms kwam het voor dat een cavia niet verder wilde lopen en dan door Fred Oster min of meer het 1000 gulden-vakje werd ingelokt, maar dan toch soms in het 50 gulden-vakje liep. De cavia's hadden de naam van bekende Nederlanders (o.a: Jos Brink, Johan Cruijff, André van Duin, "Sjakie" Sjaak Swart, Simon Tahamata, Mieke Telkamp, ...)

## Trivia
- In 1976 zou het programma onderscheiden worden met de Gouden Televizier-Ring maar de prijs werd niet uitgereikt vanwege een opvallend hoog aantal inzendingen met hetzelfde handschrift.[4]

## Meer informatie
- https://web.archive.org/web/20121017145251/http://jeugdsentimenten.net/beeld-en-geluid/televisie/avros-wiekentkwis/
- http://www.beeldengeluidwiki.nl/index.php/Wiekentkwis